# Final da Copa do Brasil de Futebol de 1998
A final da Copa do Brasil de Futebol de 1998 foi decidida por Cruzeiro e Palmeiras em duas partidas. O primeiro jogo, realizado no Mineirão, os cruzeirenses venceram por 1 a 0. No segundo duelo, no Morumbi, os palmeirenses fizeram 2 a 0 e conquistaram pela primeira vez o torneio.

## Curiosidade sobre a final
A partida decisiva entre Palmeiras e Cruzeiro estava prestes a ser a primeira a ser decidida nos pênaltis na história da Copa do Brasil, o que só veio a ocorrer em Edição de 2015. Mas o chute sem ângulo de Oséas, que ficou popularmente conhecido como "gol espírita", aos 44 minutos do segundo tempo, impediu que a escrita fosse quebrada.

## Antecedentes
A final da Copa do Brasil de 1998 marcou o reencontro dos adversários da final Copa do Brasil de 1996, sendo a segunda final do Palmeiras e a terceira do Cruzeiro.
| Equipe    | Aparições em finais anteriores (negrito indica vencedores) |
| --------- | ---------------------------------------------------------- |
| Palmeiras | 1 (1996)                                                   |
| Cruzeiro  | 2 (1993, 1996)                                             |

## Campanhas
| Cruzeiro      | Cruzeiro     | Cruzeiro             | Fase             | Palmeiras  | Palmeiras  | Palmeiras            |
| Adversário    | Agregado     | Jogos                | Fase             | Adversário | Agregado   | Jogos                |
| ------------- | ------------ | -------------------- | ---------------- | ---------- | ---------- | -------------------- |
| Não Disputou  | Não Disputou | Não Disputou         | Primeira fase    | CSA        | 4 – 0      | 0 – 1 (F); 3 – 0 (C) |
| Amapá         | 7 – 1        | 1 – 7 (F)            | Segunda fase     | Ceará      | 7 – 1      | 1 – 1 (F); 6 – 0 (C) |
| Corinthians   | 4 – 2        | 3 – 1 (C); 1 – 1 (F) | Oitavas de final | Botafogo   | 2 – 2 (gf) | 2 – 1 (F); 1 – 0 (C) |
| Vitória       | 2 – 1        | 2 – 0 (C); 1 – 0 (F) | Quartas de final | Sport      | 2 – 1      | 0 – 2 (F); 1 – 1 (C) |
| Vasco da Gama | 2 – 0        | 2 – 0 (C); 0 – 0 (F) | Semifinal        | Santos     | 3 – 3 (gf) | 1 – 1 (C); 2 – 2 (F) |

Legenda: (C) casa; (F) fora
Referências:

## Partida de Ida
| 26 de maio de 1998 | Cruzeiro         | 1 – 0 | Palmeiras | Mineirão, Belo Horizonte                                              |
|                    | Fábio Júnior 26' |       |           | Público: 61,814 Renda: R$ 531.948,00 Árbitro: RS Carlos Eugênio Simon |

| Cruzeiro | Palmeiras |

| G              | 1  | Paulo César     |                               |                 |
| LD             | 2  | Gustavo         |                               |                 |
| Z              | 3  | Marcelo Djian   |                               |                 |
| Z              | 4  | Wilson Gottardo |                               |                 |
| LE             | 6  | Gilberto        |                               |                 |
| M              | 5  | Valdir          |                               |                 |
| M              | 10 | Marcos Paulo    |                               |                 |
| M              | 8  | Ricardinho      |                               |                 |
| A              | '  | Fábio Júnior    | Penalizado com cartão amarelo | Substituído     |
| A              | 7  | Bentinho        |                               | Substituído     |
| A              | 9  | Marcelo Ramos   |                               |                 |
| Substituições: |    |                 |                               |                 |
| A              | 11 | Elivélton       |                               | Entrou em campo |
| Z              | '  | Geovanni        |                               | Entrou em campo |
| Treinador:     |    |                 |                               |                 |
| Levir Culpi    |    |                 |                               |                 |

| G                   | 1  | Velloso      |                               |                 |
| LD                  | 2  | Arce         |                               |                 |
| Z                   | 4  | Roque Júnior |                               |                 |
| Z                   | 5  | Cléber       | Penalizado com cartão amarelo |                 |
| LE                  | 6  | Júnior       |                               |                 |
| M                   | 25 | Galeano      |                               |                 |
| M                   | 8  | Rogério      |                               |                 |
| M                   | 10 | Darci        |                               | Substituído     |
| M                   | 11 | Zinho        |                               |                 |
| A                   | 7  | Paulo Nunes  |                               | Substituído     |
| A                   | 9  | Oséas        |                               | Substituído     |
| Substituições:      |    |              |                               |                 |
| M                   | 10 | Alex         |                               | Entrou em campo |
| A                   | 20 | Pedrinho     |                               | Entrou em campo |
| A                   | 18 | Almir        |                               | Entrou em campo |
| Treinador:          |    |              |                               |                 |
| Luiz Felipe Scolari |    |              |                               |                 |

Referências:

## Partida de Volta
| 30 de maio de 1998 | Palmeiras                   | 2 – 0 | Cruzeiro | Morumbi, São Paulo                                                          |
|                    | Paulo Nunes 12' · Oséas 89' |       |          | Público: 45,237 Renda: R$ 453.674,00 Árbitro: SE Sidrack Marinho dos Santos |

| Palmeiras | Cruzeiro |

| G                   | 1  | Velloso      |                               |                 |
| LD                  | 2  | Neném        |                               |                 |
| Z                   | 3  | Roque Júnior |                               |                 |
| Z                   | 4  | Cléber       | Penalizado com cartão amarelo |                 |
| LE                  | 6  | Júnior       |                               |                 |
| M                   | 5  | Galeano      |                               |                 |
| M                   | 8  | Rogério      | Penalizado com cartão amarelo |                 |
| M                   | 10 | Alex         |                               | Substituído     |
| M                   | 11 | Zinho        |                               |                 |
| A                   | 7  | Paulo Nunes  |                               | Substituído     |
| A                   | 9  | Oséas        |                               | Substituído     |
| Substituições:      |    |              |                               |                 |
| M                   | 20 | Pedrinho     |                               | Entrou em campo |
| M                   | 16 | Arílson      |                               | Entrou em campo |
| A                   | 18 | Almir        |                               | Entrou em campo |
| Treinador:          |    |              |                               |                 |
| Luiz Felipe Scolari |    |              |                               |                 |

| G              | 1  | Paulo César     |                               |                 |
| LD             | 2  | Gustavo         |                               |                 |
| Z              | 3  | Marcelo Djian   | Penalizado com cartão amarelo |                 |
| Z              | 4  | Wilson Gottardo | Penalizado com cartão amarelo |                 |
| LE             | 6  | Gilberto        |                               |                 |
| M              | 5  | Valdir          |                               |                 |
| M              | 8  | Ricardinho      |                               |                 |
| M              | 10 | Marcos Paulo    |                               |                 |
| M              | 11 | Elivélton       |                               | Substituído     |
| A              | 7  | Bentinho        |                               | Substituído     |
| A              | 9  | Marcelo Ramos   |                               |                 |
| Substituições: |    |                 |                               |                 |
| M              | '  | Geovanni        |                               | Entrou em campo |
| M              | '  | Caio            |                               | Entrou em campo |
| Treinador:     |    |                 |                               |                 |
| Levir Culpi    |    |                 |                               |                 |

Referências:

## Premiação
| Copa do Brasil 1998                |
| ---------------------------------- |
| PALMEIRAS Campeão 1º título - 1998 |